# East Hampton (New York)
East Hampton è un comune degli Stati Uniti, nella contea di Suffolk, nello Stato di New York. Fa parte dell'area metropolitana di New York.
Situata nella parte orientale dell'isola di Long Island, Southampton occupa un settore che affaccia sull'Oceano Atlantico, posto nella penisola di South Fork.

## Località
Il comune di Southampton è formato dalle seguenti località:

### Village
- East Hampton
- Sag Harbor, in parte nel territorio di Southampton

### Hamlet
- Amagansett
- Montauk
- Napeague
- Springs
- Wainscott